# Щ-307
| Щ-307                                            | Щ-307                                                | Щ-307                                                |
| ------------------------------------------------ | ---------------------------------------------------- | ---------------------------------------------------- |
|                                                  |                                                      |                                                      |
|                                                  |                                                      |                                                      |
| Схема підводного човна типу «Щука» серії V-біс-2 |                                                      |                                                      |
| Під прапором                                     | Військово-морський флот СРСР                         | Військово-морський флот СРСР                         |
| Порт приписки                                    | Оранієнбаум                                          | Оранієнбаум                                          |
| Спуск на воду                                    | 1 серпня 1934 року                                   | 1 серпня 1934 року                                   |
| Виведений зі складу флоту                        | 4 серпня 1935 року                                   | 4 серпня 1935 року                                   |
| Сучасний статус                                  | 23 квітня 1948 року списаний на брухт                | 23 квітня 1948 року списаний на брухт                |
| Нагороди                                         | Орден Червоного Прапора                              | Орден Червоного Прапора                              |
| Проєкт                                           |                                                      |                                                      |
| Тип ПЧ                                           | Торпедний ДПЧ                                        | Торпедний ДПЧ                                        |
| Розробник проєкту                                | завод № 189, Ленінград                               | завод № 189, Ленінград                               |
| Головний конструктор                             | Малінін Б. М.                                        | Малінін Б. М.                                        |
| Основні характеристики                           |                                                      |                                                      |
| Швидкість (надводна)                             | 12,9 вузли (23,9 км/год)                             | 12,9 вузли (23,9 км/год)                             |
| Швидкість (підводна)                             | 7,44 вузлів (13,8 км/год)                            | 7,44 вузлів (13,8 км/год)                            |
| Робоча глибина занурення                         | 75 м                                                 | 75 м                                                 |
| Гранична глибина занурення                       | 90 м                                                 | 90 м                                                 |
| Автономність плавання                            | 20 діб                                               | 20 діб                                               |
| Екіпаж                                           | 40 осіб                                              | 40 осіб                                              |
| Розміри                                          |                                                      |                                                      |
| Довжина найбільша (по КВЛ)                       | 58,8 м                                               | 58,8 м                                               |
| Ширина корпусу найб.                             | 6,2 м                                                | 6,2 м                                                |
| Середня осадка (по КВЛ)                          | 4,3 м                                                | 4,3 м                                                |
| Водотоннажність надводна                         | 609,9 т                                              | 609,9 т                                              |
| Озброєння                                        |                                                      |                                                      |
| Торпедно- мінне озброєння                        | 4 носових та 2 кормові ТА калібру 533-мм (10 торпед) | 4 носових та 2 кормові ТА калібру 533-мм (10 торпед) |
| ППО                                              | 2 × 45-мм напівавтоматичні гармати 21-К              | 2 × 45-мм напівавтоматичні гармати 21-К              |

Щ-307 (до 15 вересня 1934 р. — «Треска», з 16 травня 1949 р. — ПЗС-5) — радянський дизель-електричний підводний човен серії V-біс-2, типу «Щука», що входив до складу Військово-морського флоту СРСР за часів Другої світової війни. Закладений 6 листопада 1933 року на верфі заводу № 189, у Ленінграді під будівельним номером 249. 1 серпня 1934 року спущений на воду. 4 серпня 1935 року корабель увійшов до строю, а 17 серпня 1935 року включений до складу Балтійського флоту ВМФ СРСР.

## Історія служби
22 червня 1941 року Щ-307 під командуванням капітан-лейтенанта Петрова М. І. зустрів у Оранієнбаумі у складі Окремого навчального дивізіону ПЧ Балтійського флоту.
24 липня Щ-307 вирушив у перший бойовий похід з Талліна в район Лібави. Увечері 10 серпня в 20 милях на північний захід від острова Даго був виявлений німецький підводний човен у надводному положенні. О 22:12 Щ-307 дав залп з 2 кормових торпедних апаратів з дистанції в 3 кабельтові. Підводний човен U-144 був уражений торпедами та затонув з усім екіпажем (28 осіб). Це була перша підтверджена перемога радянських підводників у війні.
Загалом за час німецько-радянської війни Щ-307 діяв в акваторії Балтійського моря, здійснив 4 бойових походи (126 діб), провів 11 торпедних атак у результаті яких потоплено 3 судна (6541 БРТ) і 1 корабель, крім того можливо потоплено ще 3 судна та пошкоджено 3.
6 березня 1945 року Щ-307 нагороджено орденом Червоного Прапора, а його командир Калінін М. С. отримав зірку Героя Радянського Союзу.
23 квітня 1948 року Щ-307 виведено з бойового складу флоту, роззброєно і переформовано на плавучу зарядову станцію ПЗС-5. 8 квітня 1957 року виключено зі списків плавзасобів ВМФ СРСР і здано на брухт.
Рубка Щ-307 встановлена біля Меморіалу на Поклонній горі в Москві.